# Ralph Kirkpatrick
Ralph Kirkpatrick (* 10. Juni 1911 in Leominster, Massachusetts; † 13. April 1984 in Guilford, Connecticut) war ein amerikanischer Cembalist.

## Leben
Kirkpatrick studierte in Harvard bis 1931 Klavier und Notation. Als Stipendiat lernte er an der Harvard University, anschließend bei Nadia Boulanger und Wanda Landowska in Paris, bei Arnold Dolmetsch in Haslemere, bei Heinz Tiessen (Berlin) und bei Günther Ramin in Leipzig.
In den Jahren 1933 und 1934 unterrichtete er selbst am Mozarteum in Salzburg. 1937 wurde er durch ein Stipendium in die Lage versetzt, eine umfangreiche musikwissenschaftlich ambitionierte Reise durch ganz Europa unternehmen zu können, bei der er auch nach Manuskripten und alten Musikinstrumenten forschte.
Ab 1940 unterrichtete Kirkpatrick an der Yale University, wo er 1953 eine grundlegende Biographie über Domenico Scarlatti veröffentlichte, die im Anhang ein Werkverzeichnis enthält, das das veraltete von Alessandro Longo ablöste. Analog zum Köchelverzeichnis (KV) der Werke Mozarts werden Scarlattis Werke seitdem nach dem Kirkpatrick-Verzeichnis (K) gezählt.
Kirkpatrick spielte häufig Kammermusik, darüber hinaus beschäftigte er sich mit moderner Musik wie Quincy Porters Konzert für Cembalo und Orchester (1960), Darius Milhauds Sonate für Violine und Cembalo (1960) und dem Doppelkonzert für Cembalo, Klavier und Kammerorchester von Elliott Carter (1961), das ihm gewidmet ist.
Bekannt wurde er für seine Cembaloaufnahmen der Werke von Johann Sebastian Bach und Domenico Scarlatti. Für Aufnahmen verwendete er auch das Clavichord (etwa für Bachs zwei- und dreistimmige Inventionen) und das Hammerklavier (vor allem für Werke von Mozart).
1963 wurde Kirkpatrick in die American Academy of Arts and Sciences und 1964 in die American Philosophical Society gewählt. Am 2. April 1999 wurde ein Asteroid nach ihm benannt: (9902) Kirkpatrick.

## Schriften
- Domenico Scarlatti, Princeton: Princeton University Press, 1953, ISBN 0-691-02708-0
- Domenico Scarlatti. Leben und Werk, aus dem Amerikanischen von Horst Leuchtmann, 2 Bände, München: Kellermann 1972 (mit Dokumenten und Werkverzeichnis), ISBN 3-7707-7652-6
- Interpreting Bach’s "Well-tempered clavier": a performer's discourse of method; New Haven: Yale University Press, 1984